# Гінтерзее (Мекленбург-Передня Померанія)
Гінтерзее (нім. Hintersee) — громада в Німеччині, розташована в землі Мекленбург-Передня Померанія. Входить до складу району Передня Померанія-Грайфсвальд. Складова частина об'єднання громад Ам-Штеттінер-Гафф.
Площа — 44,42 км2. Населення становить 318 ос. (станом на 31 грудня 2020).

## Галерея

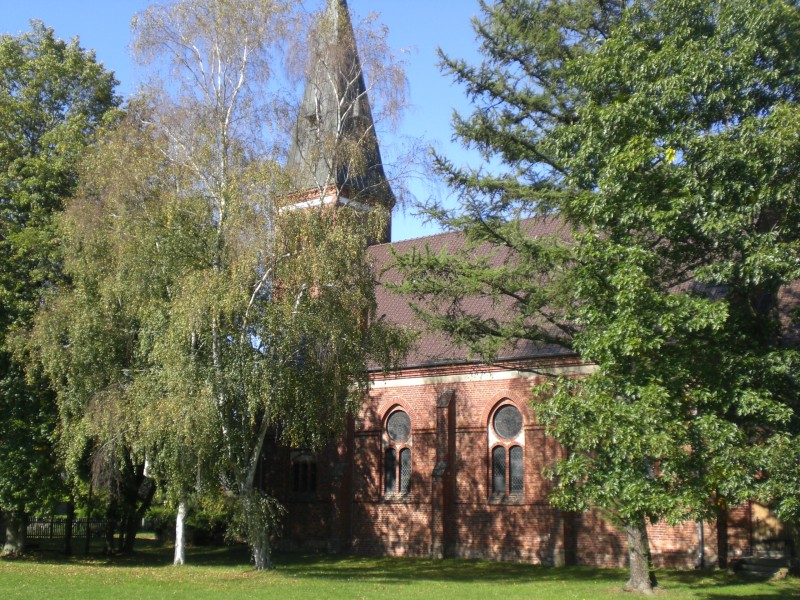
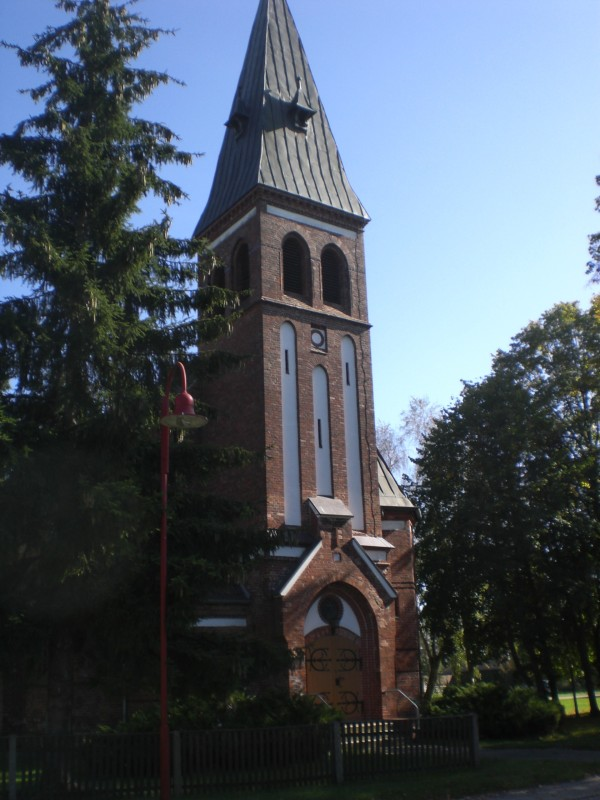